# ラスベガスドリーム
『ラスベガスドリーム』は、1993年9月10日に日本のイマジニアから発売されたスーパーファミコン用のカジノゲーム。
スーパーファミコンマウス対応作品であり、カジノゲームの内5種類のゲームが収録されている。本作は元々欧米にて任天堂より『Vegas Stakes』として発売され、後に日本ではイマジニアより『ラスベガスドリーム』として発売された。
開発はハル研究所およびダイスクリエイティブが行い、プロデューサーはツクダオリジナルのスーパーファミコン用ソフト『オセロワールド』（1992年）を手掛けた斎藤明宏、音楽は『オセロワールド』を手掛けた松前公高が担当している。
1995年に北米でのみゲームボーイ版が発売された他、スーパーファミコン版は欧米でのみ2007年にWii、2013年にWii U用ソフトとしてバーチャルコンソールにて配信された。

## ゲーム内容
カジノゲームにある、以下の5種類がプレイできる。
- ブラックジャック
- スロット
- ルーレット
- クラップス
- ビデオポーカー

なお、ビデオポーカーのみ1人プレイしかできない。
オープニングの画面は、1.vegasu adventure 2.multi player 3.party mode 4.continueが出る。2と3は4人プレイができる。

## 移植版
| No. | タイトル     | 発売日                       | 対応機種     | 開発元            | 発売元 | メディア                              | 型式         | 備考                       |
| --- | ------------ | ---------------------------- | ------------ | ----------------- | ------ | ------------------------------------- | ------------ | -------------------------- |
| 1   | Vegas Stakes | 1995年12月                   | ゲームボーイ | ハル研究所 I.S.C. | 任天堂 | ロムカセット                          | DMG-AVSE-USA |                            |
| 2   | Vegas Stakes | 2007年8月31日 2007年11月26日 | Wii          | ハル研究所        | 任天堂 | ダウンロード （バーチャルコンソール） | -            | スーパーファミコン版の移植 |
| 3   | Vegas Stakes | 2013年6月27日                | Wii U        | ハル研究所        | 任天堂 | ダウンロード （バーチャルコンソール） | -            | スーパーファミコン版の移植 |

## スタッフ
スーパーファミコン版
- エグゼクティブ・プロデューサー：岩田聡
- プロデューサー：斎藤明宏
- ディレクター：安部卓
- グラフィック・デザイナー：やまなかたいへい、おおのさとし、安部卓、斎藤明宏、まるやませいじ
- プログラマー：向井純、おだのりひろ、山本剛
- 音楽：松前公高
- スペシャル・サンクス：フィル・サンドホップ、なかたゆか、出石武宏、山田裕之、金井誠、阿部正佳、能登谷哲也、なかむらみか、デヴィッド・デイリー、池田聡、ほりぐちまさお、小関昭彦、ダイス

ゲームボーイ版
- エグゼクティブ・プロデューサー：岩田聡
- ディレクター：斎藤明宏
- グラフィック・デザイナー：青木裕子、おおのさとし、まるやませいじ、斎藤明宏
- プログラマー：山根雅司、鄭志明、迫田勝弘、今川豊広、さとうまこと
- 音楽：松前真奈美
- マネージャー：まるやませいじ、能登谷哲也
- アソシエート：西山武雄、小関昭彦
- スペシャル・サンクス：フィル・サンドホップ、マイク・フクダ、ジェフリー・ハット、カヨミ・マクドナルド、田村けいこ、ダイス、アクセス

## 評価
スーパーファミコン版
ゲーム誌『ファミコン通信』の「クロスレビュー」では、8・7・7・5の合計27点（満40点）、『ファミリーコンピュータMagazine』の読者投票による「ゲーム通信簿」での評価は以下の通り19.2点（満30点）となっている。
| 項目 | キャラクタ | 音楽 | お買得度 | 操作性 | 熱中度 | オリジナリティ | 総合 |
| 得点 | 3.0        | 3.3  | 3.2      | 3.4    | 3.3    | 3.1            | 19.2 |

## 続編
- 『ラスベガスドリーム2』 - 1997年2月28日にプレイステーション用として発売された。